# Onymacris unguicularis

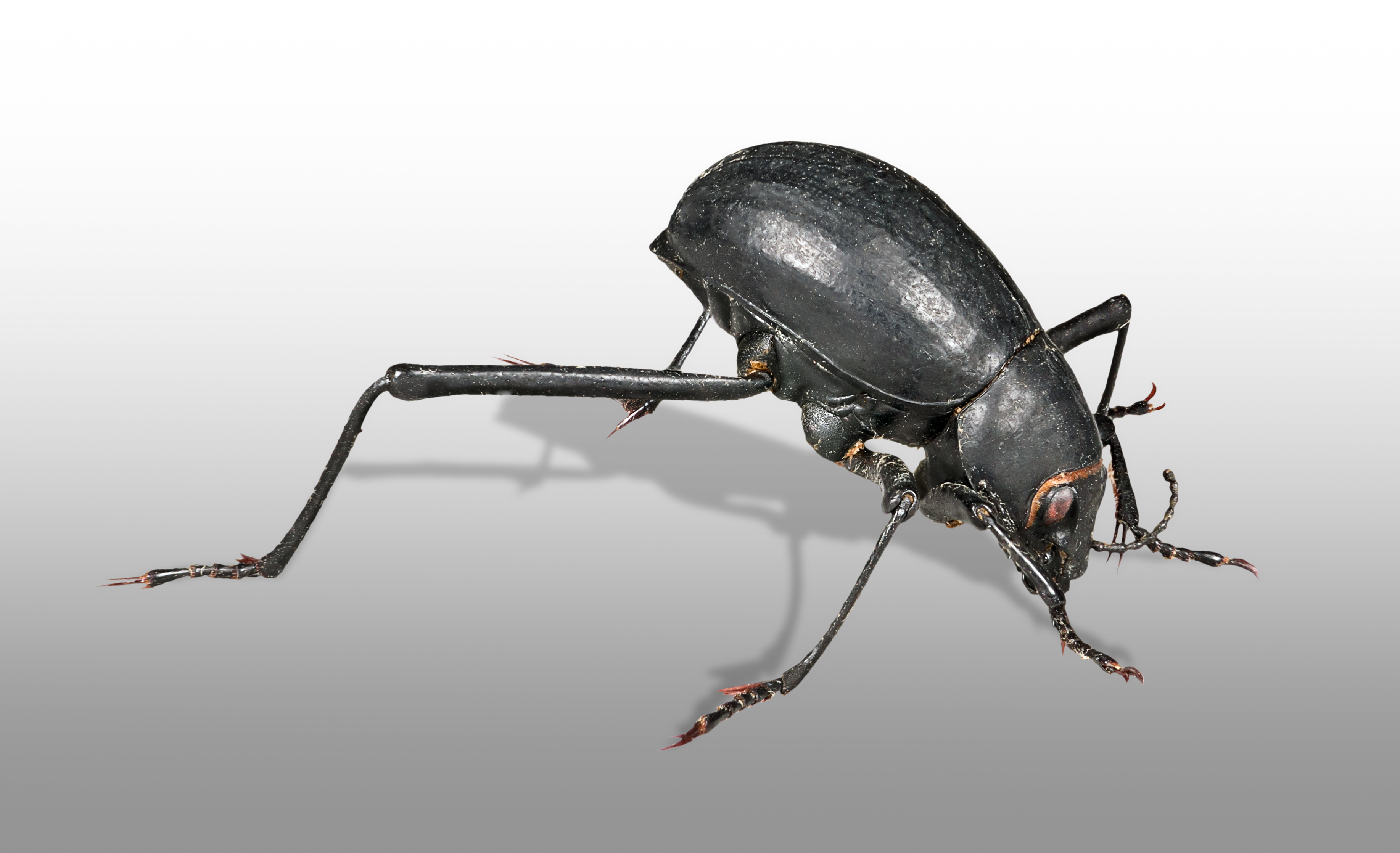
Жук в позе сбора конденсата воды из тумана

Onymacris unguicularis (лат.) — вид жуков из эндемичного для Африки рода Onymacris из семейства Чернотелок. Известен своей способностью получать влагу из тумана, который конденсируется на их теле.

## Описание
Тело Onymacris unguicularis около 2 см длину, чёрного цвета. Вид обладает заметно более длинными ногами по сравнению с другими представителями семейства. Данная анатомическая особенность позволять жуку поддерживать тело на бо́льшем расстоянии от раскаленного песка и передвигаться по песчаными дюнами на значительной скорости. Надкрылья с небольшими выступами, в области шва углубленные в форме жёлоба.

## Способность собирать влагу

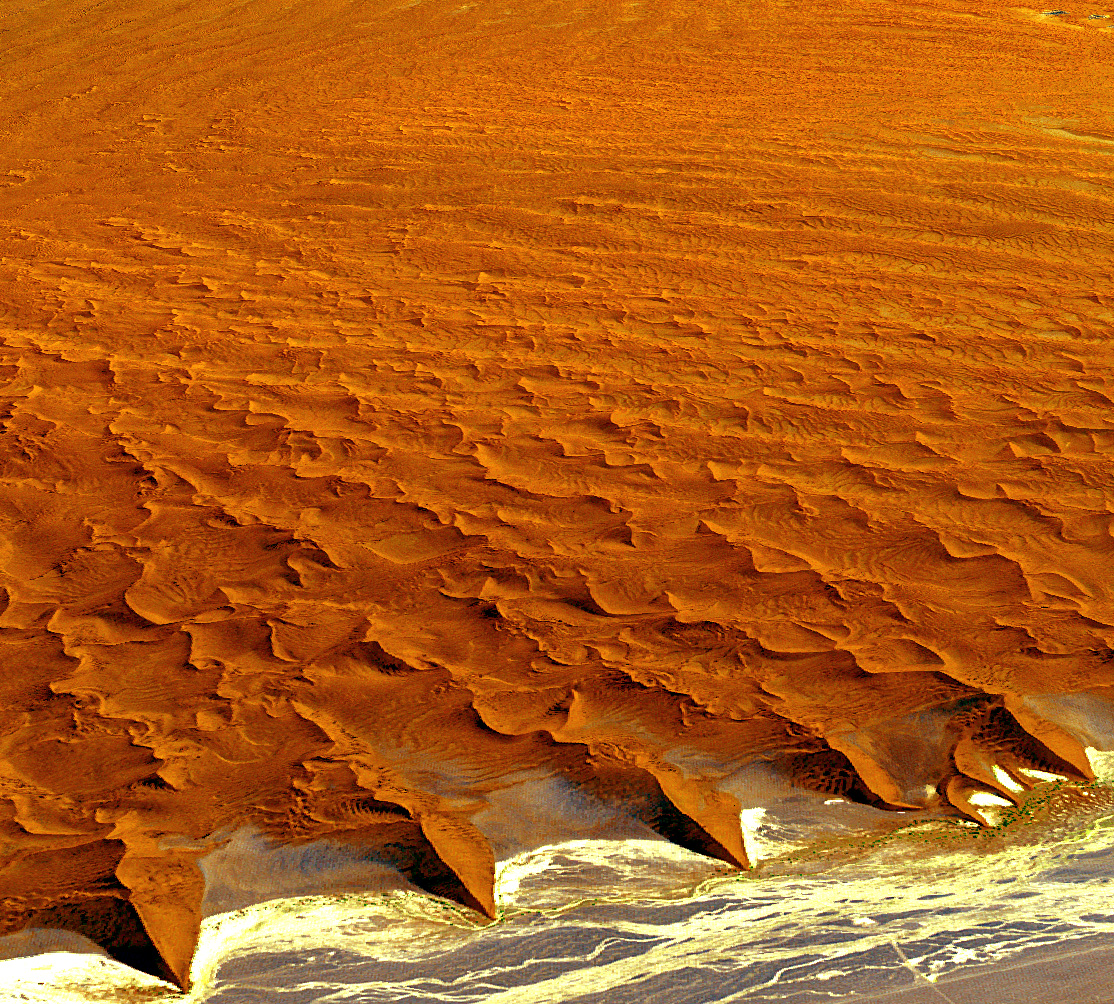
Дюны в пустыне Намиб — естественная среда обитания Onymacris unguicularis

Среди всех видов рода Onymacris только Onymacris unguicularis обладает способностью собирать влагу из тумана, который ветер приносит по утрам с моря вглубь пустыни. Для этой цели жуки выбираются на гребни высоких дюн, поднимают брюшко кверху по направлению к ветру и опускает голову вниз. В таком положении, они ожидают, пока туман конденсируется на выступах надкрыльев и стекает по центральному желобку вдоль шва надкрыльев к ротовым органам. Полученная таким образом влага составляет до 40 % веса тела.

## Ареал и местообитание
Эндемик пустыни Намиб. Способ добывания влаги ограничивает ареал вида дюнами западной, прибрежной части пустыни, которые каждое утро окутываются туманом.

## Образ жизни
На протяжении дня жук бегает по песку дюн в поисках пищи, которую для него составляют растительные и животные останки тканей. В пик дневной температуры и на ночь жуки зарываются в песок.